# صعوه گلوسیاه
صعوه گلوسیاه (نام علمی: Prunella atrogularis) نام یک گونه از راسته گنجشک‌سانان است.